# 陈颢 (元朝)
陈颢（1264年—1339年），字仲明，元朝清州（今河北青县）人。
陈颢成年后，入京师，跟随王磐学习金典章，又跟随安藏学习诸国语。由安藏推荐他入宿卫，至爱育黎拔力八达于潜邸说书，参与迎立元武宗。爱育黎拔力八达即位为元仁宗，拜他为集贤大学士。参与政事，助力恢复科举。仁宗驾崩后，辞官家居十年。元文宗时，复起为集贤大学士，上疏劝文宗大兴文治、增国子学弟子员、蠲免徭役。元顺帝至元四年（1338年），致仕。次年去世，追封蓟国公，谥文忠。